# Druga Republika Wschodniego Turkiestanu
Druga Republika Wschodniego Turkiestanu (ujg. ‏شەرقىي تۈركىستان جۇمھۇرىيىتى‎, trb. Sherqiy Türkistan Jumhuriyiti, oficjalnie Republika Wschodniego Turkiestanu) – separatystyczna republika islamska istniejąca w latach 1944–1949 w Azji Środkowej na terenie dzisiejszego regionu Sinciang.
Republika powstała po buncie lokalnej ludności (ujgurskiej i sprzymierzonych z nimi lokalnych grup ludności tureckiej) w regionie Ili (miasto Yining, które stało się jej de facto stolicą) przeciw władzom chińskim i była wspierana przez Związek Radziecki. Posiadała własną walutę i armię. W późniejszych latach wsparcie ZSRR dla Drugiej Republiki osłabło i ZSRR wyraził swoje poparcie dla negocjacji między Drugą Republiką a Chinami. W 1949 samolot z licznymi przywódcami Drugiej Republiki, w drodze do Chin, rozbił się, co spowodowało powstanie do dziś nie rozwiązanych teorii spiskowych nt. tego, czy to był wypadek, czy zamach, i kto za nim stał (większość przywódców Drugiej Republiki opowiadała się za niepodległością, której w tym momencie nie popierało już ZSRR, i której nigdy nie popierały Chiny). Śmierć większości przywódców Drugiej Republiki ułatwiła władzom chińskim przejęcie spornego terytorium w tym roku.
Republika jest nazywana „drugą”, gdyż za pierwszą – i równocześnie jedną z inspiracji do powstania drugiej – uznawana jest tzw. Pierwsza Republika Wschodniego Turkiestanu istniejąca w tym rejonie w latach 1933–1934. Jej przykład do dziś wpływa na poparcie nacjonalistów ujgurskich dla utworzenia niepodległego Turkiestanu Wschodniego.